# Zygmunt Sidorowicz
Zygmunt Sidorowicz (* 1. April 1846 in Lemberg, Königreich Galizien und Lodomerien, Kaisertum Österreich; † 5. Mai 1881 in Wien, Österreich-Ungarn) war ein österreichischer Landschafts- und Porträtmaler.

## Leben
Sidorowicz war der Sohn des römisch-katholischen Magistratskonzipisten Michał Sidorowicz und der Zuzanna von Lewakowski.
Nach einem einjährigen Besuch des polytechnischen Instituts in Lemberg studierte Sidorowicz von 1864 bis 1869 an der Akademie der bildenden Künste Wien, unter anderem als Schüler von Eduard von Engerth. Hier wurde er 1867 für sein Bild „Abels Tod“ ausgezeichnet.
Nach seiner akademischen Ausbildung kehrte Sidorowicz nach Lemberg zurück und arbeitete bei den satirischen Zeitschriften „Mrówka“ (1869 bis 1870) und „Szczutek“ (1872). Finanziert durch ein staatliches Stipendium reiste er 1871 nach München, wo er Mitglied des Münchner Kunstvereins wurde. Sidorowicz übersiedelte 1877 nach Wien und stellte dort seine Arbeiten aus, wie auch in München, Lemberg, Krakau und Warschau.

## Werke (Auswahl)
Zu Sidorowicz’ Werk zählen vor allem Genrebilder wie „Zur Strafe“ oder „Schwierige Erzählung“, kleinformatige Landschaftsbilder („Nachtlandschaft aus Polen“) und Porträts.  Seine Bilder befinden sich heute unter anderem im Nationalmuseum Warschau in Warschau und in der Kunstsammlung von Lwiw (Lemberg). Weitere Arbeiten sind:

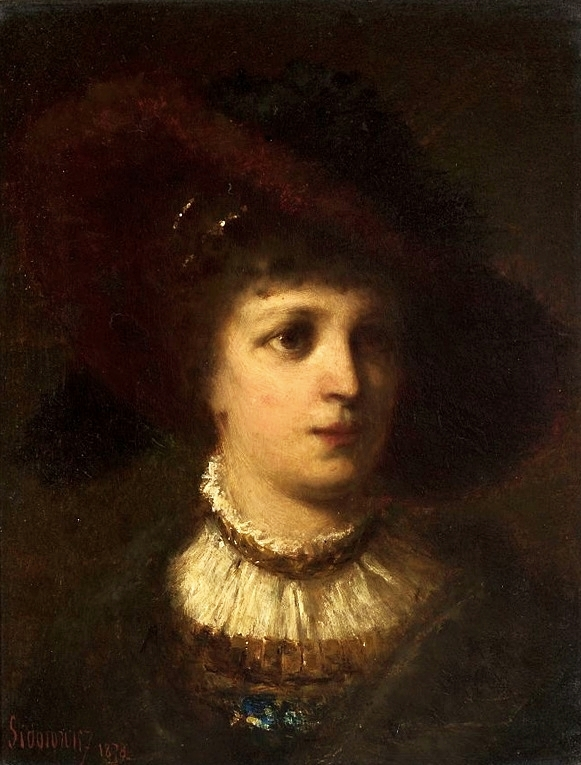
Porträt einer Frau, 1878, Nationalmuseum Warschau

- Mutterbildnis, 1865
- Selbstbildnis, 1869
- J. Sidorowicz, 1870
- Z. Sidorowiczowa, 1870
- Dame mit Hut, 1878
- Dorfweg im Herbst, 1878
- Landschaft mit Baumgruppe, 1879
- Landschaft mit Brücke

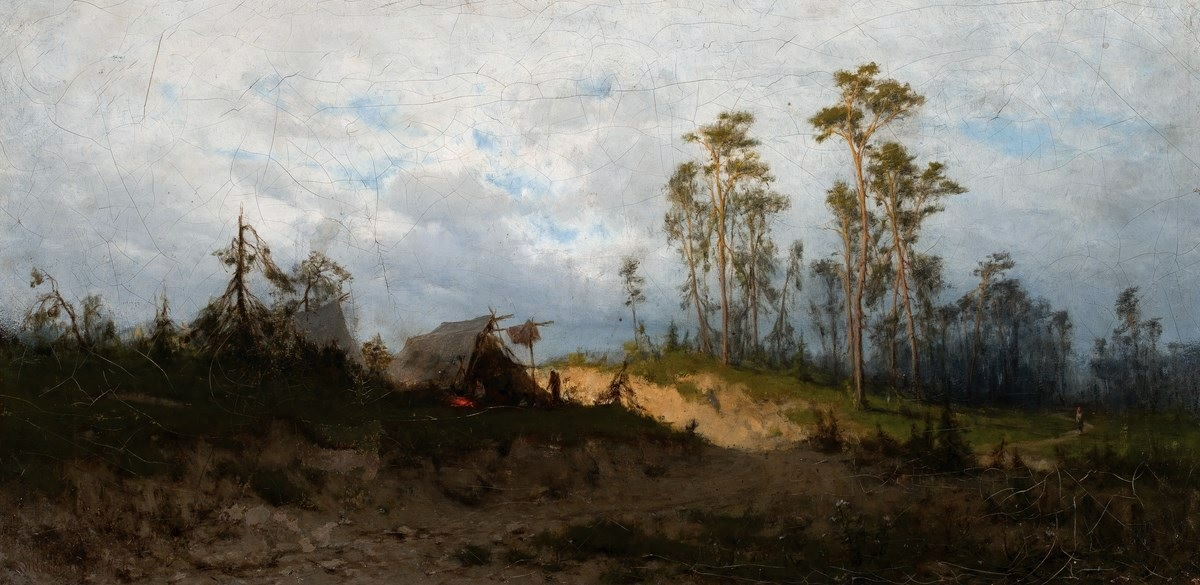
Zigeunerlager, 1876, Nationalmuseum Warschau
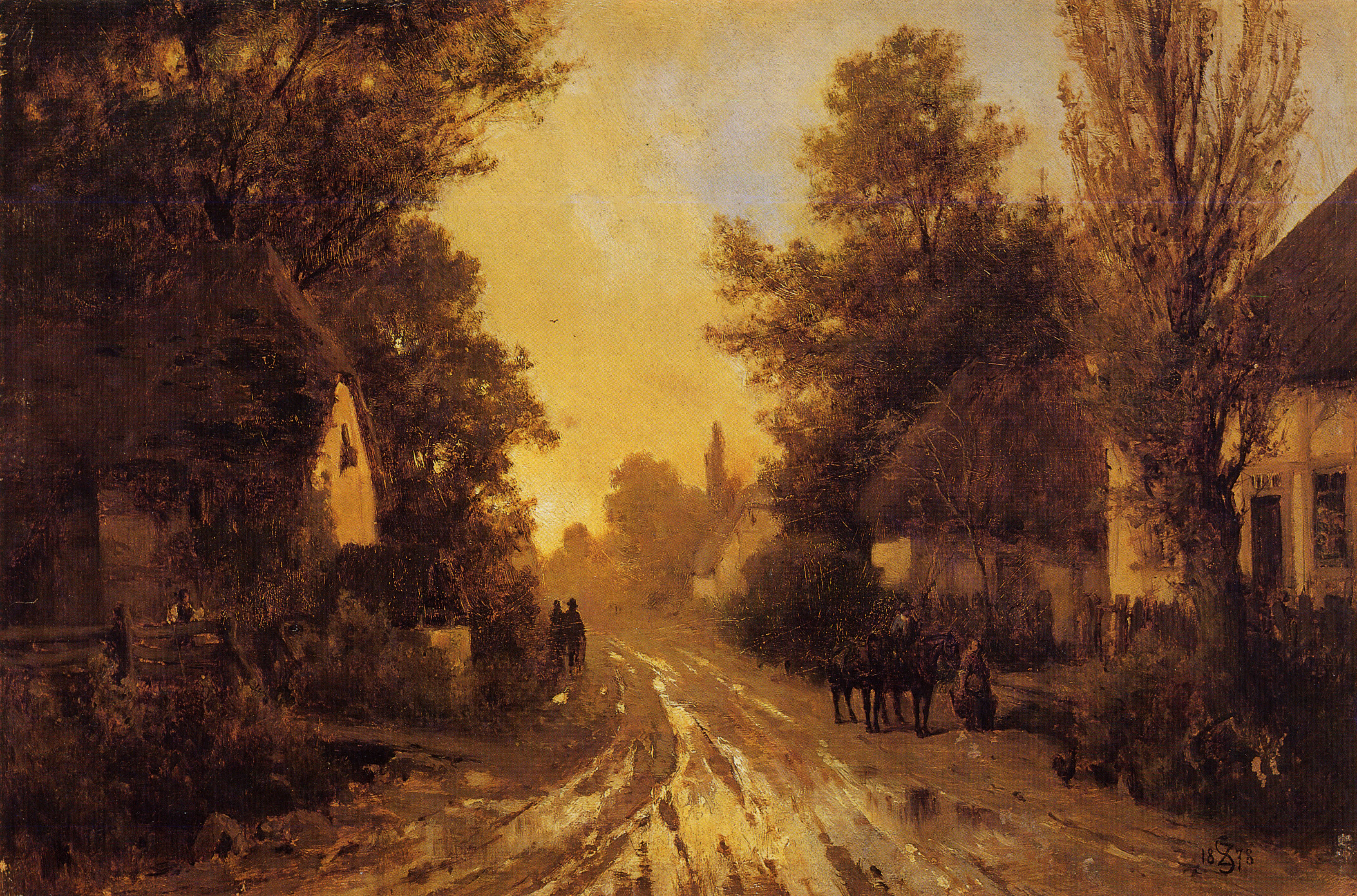
Eine Landstraße im Herbst, 1878
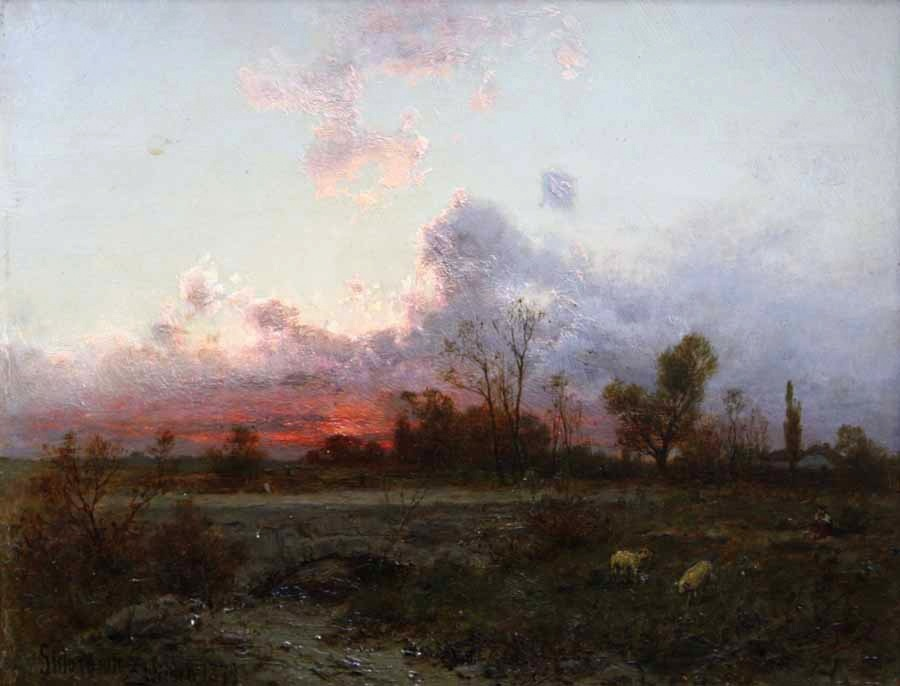
Sonnenuntergang, 1879